# Oregodasys cirratus
Oregodasys cirratus is een buikharige uit de familie van de Thaumastodermatidae. De wetenschappelijke naam van de soort werd voor het eerst geldig gepubliceerd in 2010 door Rothe en Schmidt-Rhaesa.